# NHKみんなのうた 60 アニバーサリー・ベスト
『NHKみんなのうた 60 アニバーサリー・ベスト』（エヌエイチケーみんなのうた ろくじゅう アニバーサリー・ベスト）は、2021年5月19日に発売された、NHKの音楽番組『みんなのうた』の、放送開始から60周年を記念した、コンピレーション・アルバムのシリーズである。

## 概要
- NHKの『みんなのうた』の放送開始60周年を記念して、キングレコード、ソニー・ミュージックダイレクト、日本コロムビア、ビクターエンタテインメント、ポニーキャニオンの、レコード会社5社の共同企画として発売された、シリーズ第3弾。
- ほぼ全曲、放送と同じオリジナル歌手による音源で収録された。
- 本作は、CD1枚につき21曲から25曲、CD全5枚で合計117曲が厳選収録された。
- 過去のCDアルバムに収録されなかった楽曲や、55周年以降に放送された新曲などを収録。
- 各レコード会社で異なるジャケット写真の背景の色分けは、55周年のCDアルバムと同じ。

## 作品
- NHKみんなのうた 60 アニバーサリー・ベスト 〜ぼくはヒーロー〜（発売元：キングレコード）KICG-694
- NHKみんなのうた 60 アニバーサリー・ベスト 〜YELL〜（発売元：ソニー・ミュージックダイレクト）MHCL-2902
- NHKみんなのうた 60 アニバーサリー・ベスト 〜アイスクリームの歌〜（発売元：日本コロムビア）COCX-41458
- NHKみんなのうた 60 アニバーサリー・ベスト 〜私と小鳥と鈴と〜（発売元：ビクターエンタテインメント）VICL-65498
- NHKみんなのうた 60 アニバーサリー・ベスト 〜あなたの声〜（発売元：ポニーキャニオン）PCCG-2021

## 各レコード会社で異なるジャケット写真の背景の色分け
| キングレコード                 | 黄色   |
| ソニー・ミュージックダイレクト | 緑     |
| 日本コロムビア                 | 赤     |
| ビクターエンタテインメント     | ピンク |
| ポニーキャニオン               | 青     |